# Bouchemma
Bouchemma o Bouchamma (àrab: بوشمة, Bū-Xamma) és un municipi de la governació de Gabès, al sud de Tunísia, que s'estén al llarg de la carretera nacional núm. 1, uns pocs quilòmetres al nord de la ciutat de Gabès.

## Administració
Forma una municipalitat o baladiyya, amb codi geogràfic 51 22 (ISO 3166-2:TN-12), creada per un decret del 26 de maig de 2016. La municipalitat s'estén pel sector o imada homònim, amb codi 51 52 52, de la delegació o mutamadiyya de Gabès Ouest (codi 51 52), a la qual està adscrita a nivell de delegacions.